# Sam Wooding

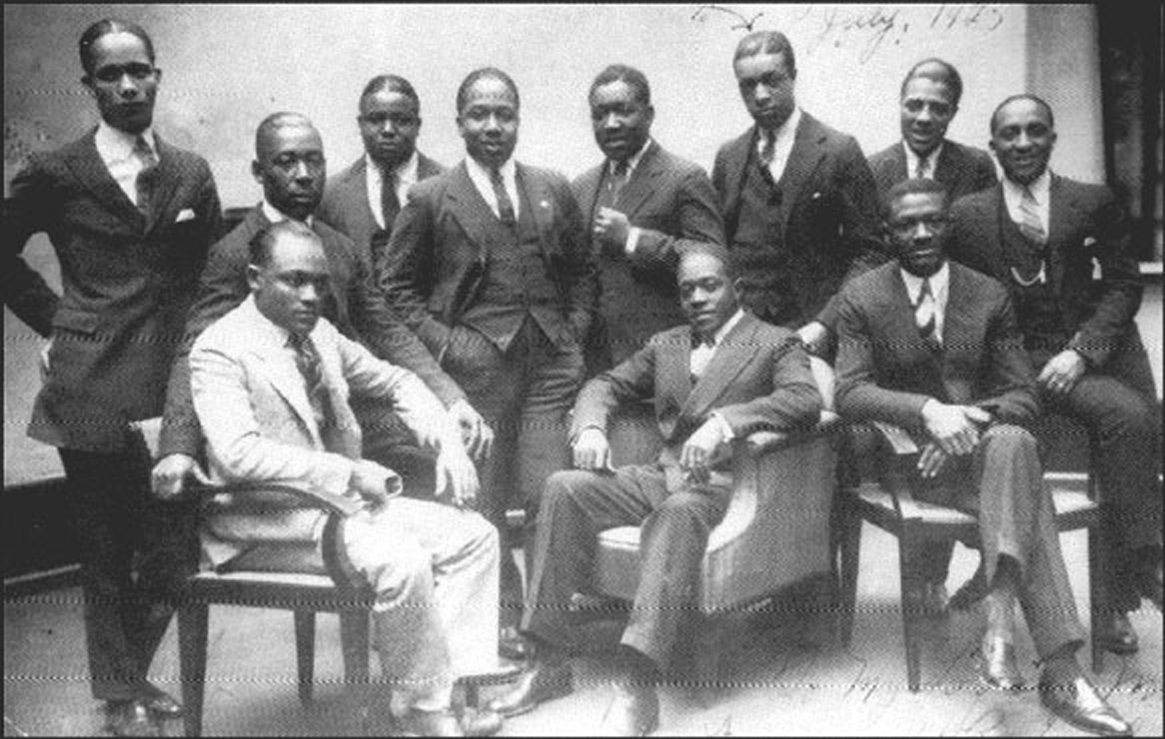
Sam Wooding (in de middelste stoel) en zijn orkest in de Berlijnse Vox-studio, 1925

Sam Wooding (Philadelphia, 17 juni 1895 - 1 augustus 1985) was een Amerikaans jazz-pianist, arrangeur en bigbandleider. Zijn orkest was het eerste 'zwarte' orkest, dat uitgebreid in Europa toerde en de eerste Amerikaanse jazzgroep die hier opnames maakte.

## Biografie
Wooding, de zoon van een butler, werd al jong gegrepen door de muziek. Hij hield van ragtime en toen hij in 1904 in Atlantic City een show van de vaudeville-entertainers Bert Williams en George Walker zag, wilde hij ook de muziek in. Hij leerde zichzelf piano spelen en toen hij elf was, schreef hij zijn eerste compositie. Rond 1910 ging hij niet langer naar school en werd daarna professioneel muzikant. Hij begeleidde onder meer de zangeres Mary Stafford en kreeg mede daardoor meer bekendheid in Atlantic City, waar hij werkte. Ook was hij af en toe 'professor' en speelde hij in een bordeel om klanten te trekken, maar de pianist en latere bandleider Charlie Johnson zorgde ervoor zorgde dat Wooding niet te veel afgleed. Tijdens de Eerste Wereldoorlog vervulde Wooding zijn dienst in een legerband, geleid door de later bekende Broadway-arrangeur Will Vodery.

## In New York
Na de oorlog formeerde Wooding een vijfmansgroep, de Society Syncopaters, waarmee hij in een hotel in Atlantic City speelde en optrad in shows. Vanaf 1920 speelde hij in een club in Harlem en ging gaandeweg voor zijn groep ook eigen arrangementen schrijven. In 1922 maakte hij zijn eerste opnames, de eerste mogelijk voor Columbia Records (uitgekomen onder de naam van Johnny Dunn's Original Jazz Hounds). Voor Paramount Records nam hij met zijn Society Entertainers en de zangeres Lucille Hegamin "I've Got to Cool My Puppies"/"Send Back My Honey Man" op. In  de groep speelden onder meer Elmer Chambers, Herb Fleming, Garvin Bushell en Charlie Dixon. Vanaf 1923 speelde hij met zijn band met veel succes in Harlem's Nest Club en vanaf juli 1924 in Club Alabam, als opvolger van Fletcher Henderson. Zijn groep groeide in die jaren uit tot een echte jazz spelende bigband, waarin ruimte was voor improvisatie.

## The Chocolate Kiddies
In 1925 werd hij gevraagd met zijn band mee te gaan naar Europa als orkest van de revueshow The Chocolate Kiddies. Wooding's band met zijn solisten werd de top-attractie van het programma en toen de show was afgelopen bleef hij met zijn band van elf man (nu Sam Wooding's Chocolate Kiddies Orchestra geheten) in Europa rondtoeren, en met veel succes. Hij speelde onder meer in Constantinopel en de Sovjet-Unie. In 1925 nam zijn groep als eerste Amerikaanse band plaatopnames op in dit continent, in de Berlijnse studio van het platenlabel Vox Records. Later volgden opnames voor Parlophone (in Spanje), Pathé en Polydor. Op een korte onderbreking in 1927 na toerde hij tot 1931 in Europa.

## Terug in Amerika
Vanaf 1932 was hij terug in Amerika, maar Wooding kreeg hier niet zo veel optredens en hij stopte met de band in 1935 om te gaan studeren aan de University of Pennsylvania. In de jaren veertig leidde hij zanggroepen en vanaf de jaren vijftig toerde hij met de zangeres Rae Harrison, met wie hij op een gegeven moment trouwde. Ook heeft hij tot op hoge leeftijd les gegeven, een van zijn leerlingen was trompettist Clifford Brown. In de eerste helft van de jaren zeventig richtte hij een nieuwe bigband op, waarmee hij tot in de jaren tachtig actief was en onder meer optrad in Zwitserland. 

## Discografie (selectie)
- Sam Wooding & His Chocolate Dandies (1925-1929) (opnames Berlijn 1925, Barcelona 1929 en Parijs 1963), Biograph